# Kothener Straße 1

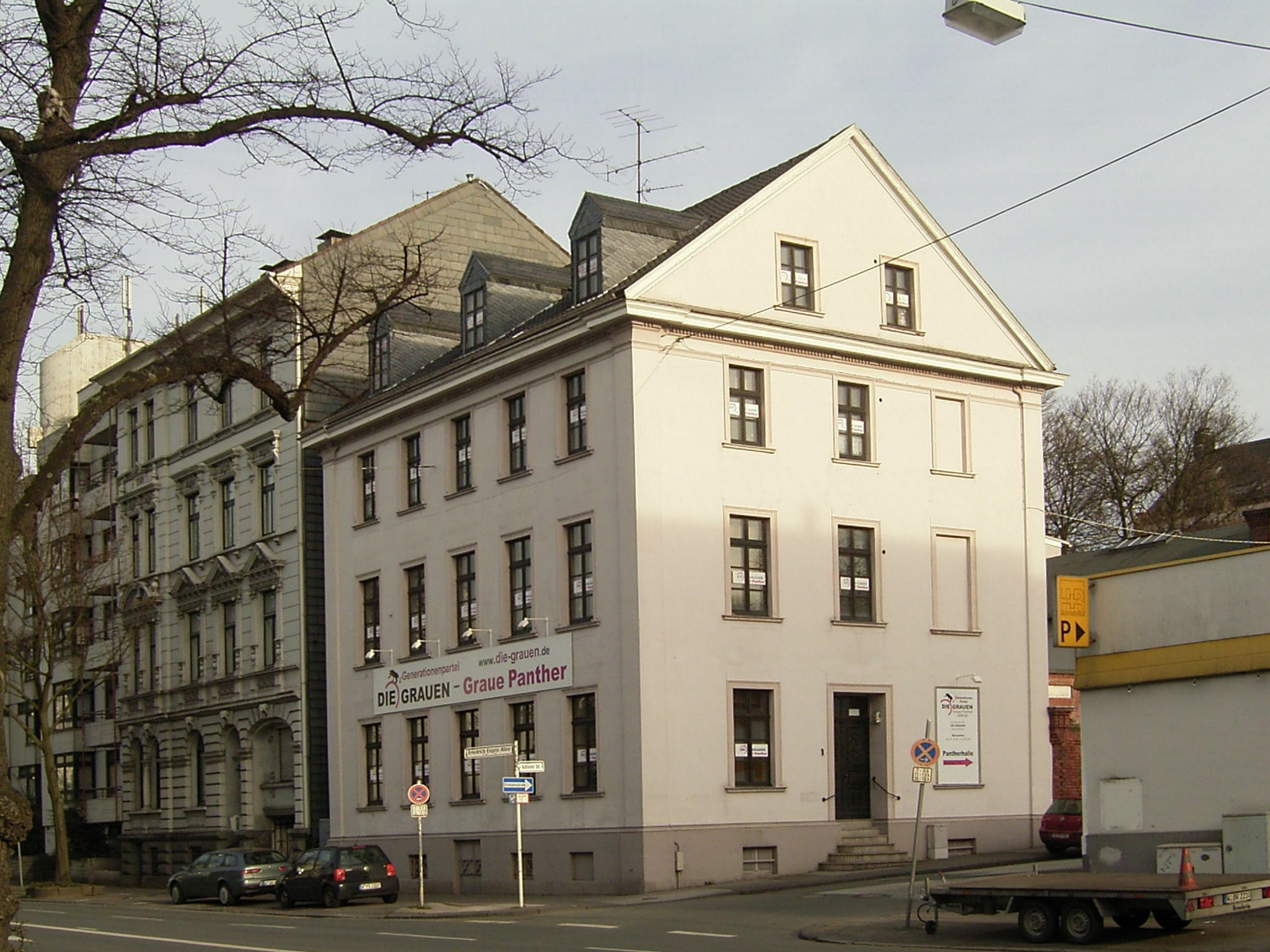
Wohngebäude Kothener Straße 1

Das Objekt Kothener Straße 1 ist ein Wohngebäude im Wuppertaler Wohnquartier Friedrich-Engels-Allee im Stadtbezirk Barmen.

## Baubeschreibung
Das dreigeschossige Wohngebäude mit Putzfassade, das Mitte des 19. Jahrhunderts in klassizistischer Stilform erbaut wurde, ist mit einem Satteldach versehen. Zur Schauseite an der Straße Friedrich-Engels-Allee ist es fünfachsig ausgeführt. Erschlossen wird das Gebäude an der Kothener Straße über eine einläufigen Außentreppe in der mittleren Achse der dreiachsigen Giebelseite. Zur Schauseite ist das Dach mit drei und zur rückwärtigen Seite mit zwei Dachgauben versehen. An den Gebäudeecken befinden sich schwach angedeutete aufgeputzte Eckpfeiler; das Traufgesims umläuft das ganze Gebäude.

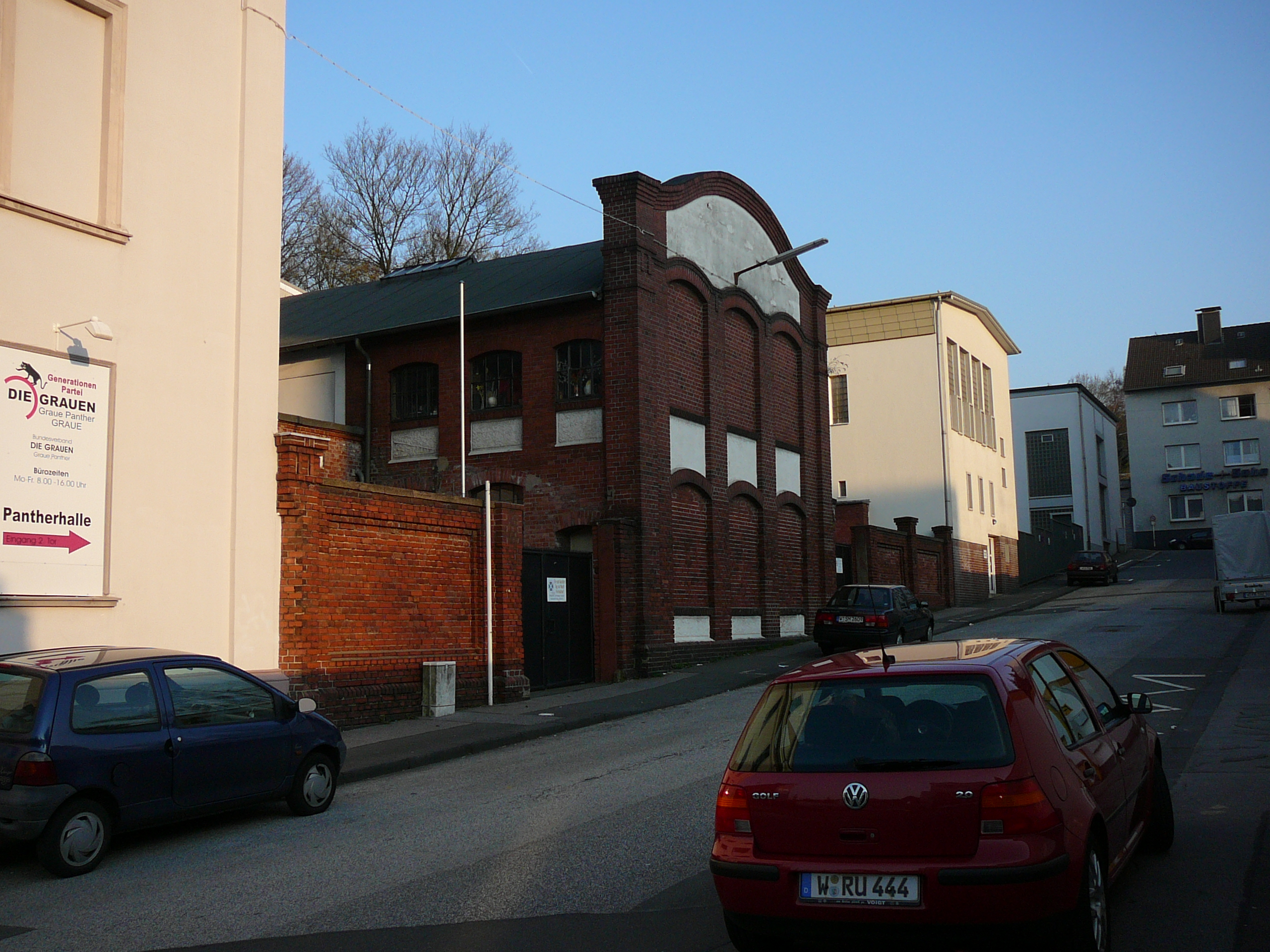
Fabrikgebäude Kothener Straße 1

Zum Gebäudeensemble zählt auch ein aus Backsteinen 1908 errichtetes zweigeschossiges Fabrikgebäude (51° 15′ 46,7″ N, 7° 10′ 43″ O), das ebenfalls unter der Anschrift Kothener Straße 1 geführt wird. Die Giebelfassade an der Kothener Straße ist zweigeschossig dreiachsig segmentbogenartigen zurückgesetzten Blindfenstern versehen. Die Giebel- und Brüstungsflächen sind oberhalb der Segmentbögen verputzt und der Giebel mit flachbogig geschwungenem Ortgang versehen. Die Ecken dieses Gebäudes mit Satteldach sind mit seitlich begrenzenden Eckpfeilern ausgestattet. Segmentbogenfenster ähnlicher Ausführung wie die Blindfenster befinden sich an der Traufseite. 
Beide Gebäude werden durch einen eingeschossigen Verbindungsbau mit Flachdach zwischen dem Wohnhaus und dem Fabrikgebäude zusammengefügt. Südlich des Fabrikgebäudes befindet sich ein weiterer eingeschossiger Bau aus gefugtem Backstein mit Pultdach. Dieser stellt das ehemalige Kesselhaus mit separatem ehemaligem Pferdestall. Beide Höfe werden mit einer Einfriedungsmauer mit je einem Tor zu Straße abgeschlossen.
In dem Fabrikgebäude befindet sich heute die Musikkneipe „Alte Schlosserei“.

## Geschichte
Das Fabrikgebäude von 1908 war die ehemaligen Färberei F. W. Jürges.
Das Wohngebäude, einschließlich des Fabrikgebäudes und der Einfriedungsmauern, wurde am 8. Juni 1988 als Baudenkmal unter einer gemeinsamen Denkmalnummer in die Denkmalliste der Stadt Wuppertal eingetragen.
Im Wohngebäude befand sich bis zur Auflösung 2008 der Sitz der 1989 gegründeten Partei Die Grauen – Graue Panther.